# ۲۱۴ (قمری)
۲۱۴ (قمری)، دویست و چهاردهمین سال در گاهشماری هجری قمری است. اول محرم این سال برابر با پانزدهم مارس سال ۸۲۹ میلادی است.